# プリングミン (アルバム)
『プリングミン』は、プリングミンの1枚目のアルバムである。2009年10月7日発売。

## 解説
前作『yes,we are.』から1年6か月ぶりのアルバムである。

## 収録曲
全作詞/作曲/編曲：プリングミン
1. 今、君へ
2. Go ahead!
3. make my day
4. 7days
5. Flight 407
6. Thank you for the sadness
7. Car#27 (Song for Gilles)
8. あの頃を撫でながら
9. 水たまりに落ちた夜
10. 今、君へ (reprise)
11. This world is yours